# Le Prisonnier de la planète Mars
Le Prisonnier de la planète Mars est un roman affilié à la littérature merveilleuse-scientifique de l'écrivain français Gustave Le Rouge publié en 1908 aux éditions Albert Méricant. Le roman est réédité en 1912 sous le titre Le Naufragé de l'espace.
Ce roman constitue la première partie des aventures de Robert Darvel sur la planète Mars, dont la suite est publiée l'année suivante sous le titre La Guerre des vampires.

## Intrigue
L'ingénieur Robert Darvel s'associe au brahmane Ardavena pour construire un engin capable d'atteindre la planète Mars. Ainsi, grâce à l'énergie psychique dégagée par plusieurs milliers de fakirs, Darvel devient le premier homme à fouler le sol martien et fait la rencontre des différents peuples qui composent la planète.

## Autour de l'œuvre
Ce roman majeur dans l'œuvre de Gustave Le Rouge porte l'influence des récits de H. G. Wells quant aux spéculations sur l'évolution des espèces vivantes. Il décrit ainsi dans ce roman trois races peuplant la planète Mars : les hommes des lagunes, proches de l'humanité terrestre ; les Roomboos, animaux dont la description de Le Rouge les rapproche à la fois de l'insecte, du reptile et de la taupe ; et enfin, les Erloors, sortes de chauves-souris de grande taille qui s'abreuvent du sang des autres espèces.
Le Prisonnier de la planète Mars s'inscrit dans un courant de science-fiction française portant sur le thème de la planète Mars au début du XXe siècle. Cet engouement littéraire pour les voyages interplanétaires se trouve particulièrement à l'honneur en 1908 avec la publication de trois romans qui mettent en scène l'énergie psychique comme carburant d'engin spatial. Ainsi, outre l'ouvrage de Gustave Le Rouge, Henri Gayar publie les Aventures merveilleuses de Serge Myrandhal et Jean de La Hire, La Roue fulgurante.

## Publications françaises
- Éditions Albert Méricant, coll. « Le Roman d'aventures » no 4, 1908 (ill. Henri Thiriet), [lire en ligne].
- Éditions Albert Méricant, coll. « Les Récits mystérieux », 1912 sous le titre Le Naufragé de l'espace.
- Le Quotidien, publication en feuilleton du 25 septembre au 24 décembre 1925 sous le titre Le Naufragé de l'espace.
- Éditions Larousse,  coll. « Contes et Romans pour tous » no 2, 1927 sous le titre Le Naufragé de l'espace.
- Éditions Jérôme Martineau, coll. « Gustave Le Rouge » no 1, 1966 dans le recueil Le Prisonnier de la planète Mars/La Guerre des vampires (ill. Henri Thiriet.
- 10/18, coll. « 10/18 L'aventure insensée » no 1077, 1976.
- Éditions Robert Laffont, coll. « Bouquins », 1986 dans le recueil Gustave Le Rouge.
- Les Moutons électriques, coll. « La Bibliothèque voltaïque » no 8, 2008 dans le recueil Le Prisonnier de la planète Mars, suivi de La Guerre des vampires.
- Terre de Brume, coll. « Terres Fantastiques - Littérature », 2008 dans le recueil Le Prisonnier de la planète Mars, suivi de La Guerre des vampires.